# 貝瑟妮·安東尼亞
貝瑟妮·安東尼亞（英語：Bethany Antonia，1997年12月25日—）是一位英格蘭女演員。她知名於在HBO奇幻電視劇《龍族前傳》（2022年至今）中飾演貝拉·坦格利安（英語：Baela Targaryen）。她出演過的作品包括BBC iPlayer青少年驚悚劇《正義高材生》（2020年）、Netflix推理劇《最親密的陌生人》（2021年）以及ITV傳記劇《諾利傳奇》（2023年）。

## 早年生活
貝瑟妮·安東尼亞在1997年12月25日出生於英格兰伯明翰，有英格蘭和牙买加混血血統。全家在她六歲的時候搬到了法国滨海夏朗德省西南部的一個沿海小鎮居住，然後在她十一歲時回到伯明翰。14歲時，她開始在伯明翰研討會接受訓練。她還曾在塞利橡的格言舞蹈練習室（英語：Adage Dance studio）、索利赫爾的聚光燈舞台學校（英語：Spotlight Stage School）以及英國青年音樂劇院接受多年的培訓。

## 職業生涯
2017年，安東尼亞在BBC One醫療肥皂劇《醫者心》第18季第149集中客串出演賈德·奧孔喬（英語：Jade Okonjo），首次亮相電視螢幕。同年，她在由乔安娜·斯坎伦和莉莉·紐馬克主演的劇情片《針墊女孩》中飾演雀兒喜（英語：Chelsea），這也是她參演的第一部電影。
2020年，她在BBC iPlayer青少年驚悚劇《正義高材生》中飾演瑪格特·里弗斯（英語：Margot Rivers）。次年，她在哈蘭·科本主創的Netflix推理劇《最親密的陌生人》中飾演凱莉·肖（英語：Kayleigh Shaw）。
2022年，安東尼亞在HBO奇幻電視劇《龍族前傳》中飾演貝拉·坦格利安（英語：Baela Targaryen），該劇是《冰與火之歌：權力遊戲》的前傳，改編自喬治·R·R·馬丁小說《血與火》的部分內容。次年，她在拉塞爾·T·戴維斯主創的ITV傳記迷你劇《諾利傳奇》中與海伦娜·博纳姆·卡特搭檔飾演波比·恩戈莫（英語：Poppy Ngomo）。

## 作品列表
| † | 表示尚未發行的作品 |

### 電影
| 年份 | 標題                    | 角色             | 附註                              |
| ---- | ----------------------- | ---------------- | --------------------------------- |
| 2017 | 《針墊女孩》            | 雀兒喜（英語：Chelsea） |                                   |
| 2021 | 《希望永存》 （英語：There's Always Hope） | 潘     |                                   |
| 2023 | 《棉絨兔子》 （英語：The Velveteen Rabbit） | 母兔             | 改編自同名兒童圖書 短片；配音角色 |

### 電視
| 年份   | 標題                             | 角色                    | 電視台           | 附註                                  |
| ------ | -------------------------------- | ----------------------- | ---------------- | ------------------------------------- |
| 2017   | 《醫者心》                       | 賈德·奧孔喬（英語：Jade Okonjo）   | BBC One          | 單集：“Blitz Spirit”                  |
| 2018   | 《熱血廢柴中介》                 | 莉安（英語：Leanne）          | Channel 4        | 單集：“It's a Manager Day”            |
| 2020   | 《正義高材生》                   | 瑪格特·里弗斯（英語：Margot Rivers） | BBC iPlayer      | 主要角色；10集                        |
| 2021   | 《最親密的陌生人》               | 凱莉·肖（英語：Kayleigh Shaw）       | Netflix          | 電視迷你劇；主要角色；8集             |
| 2022－ | 《龍族前傳》                     | 貝拉·坦格利安（英語：Baela Targaryen） | HBO              | 主要角色                              |
| 2023   | 《諾利傳奇》                     | 波比·恩戈莫（英語：Poppy Ngomo）   | ITV              | 電視迷你劇；3集                       |
| 2023   | 《超時空奇俠：第七任博士歷險記》 | 洛基船長（英語：Captain Rocky）      | BIG FINISH       | 廣播劇；配音角色；單集：“Naomi's Ark” |
| 2024   | 《理性與感性》 （英語：Sense and Sensibility）        | 瑪麗安·達斯伍（英語：Marianne Dashwood） | Hallmark Channel | 電視電影                              |

### 舞臺
| 年份 | 標題                | 角色           | 會場     |
| ---- | ------------------- | -------------- | -------- |
| 2022 | 《岩漿》 （英語：Lava） | 瑞奇（英語：Rach） | 蘇豪劇院 |

## 外部連結
- 貝瑟妮·安東尼亞在互联网电影资料库（IMDb）上的資料（英文）